# Арбоння
Арбоння (рос. Арбонье) — присілок у Волосовському районі Ленінградської області Російської Федерації.
Населення становить 33 особи. Належить до муніципального утворення Калитинське сільське поселення.

## Історія
Від 1 серпня 1927 року належить до Ленінградської області.

## Населення
| 1838 | 1848 | 1862 | 1997 | 2007 | 2010 | 2013 |
| ---- | ---- | ---- | ---- | ---- | ---- | ---- |
| 133  | ↗141 | ↘135 | ↘42  | ↘24  | ↗34  | ↘31  |
| 2017 |      |      |      |      |      |      |
| ↗33  |      |      |      |      |      |      |